# Federação Congregacional da Austrália
A Federação Congregacional da Austrália (Congregational Federation of Australia) é denominação congregacional formada por catorze congregações em Nova Gales do Sul e Queensland. Conta com dezesseis ministros ordenados e cerca de dois mil membros, muitos deles samoanos.

## História
Quarenta congregações da União Congregacional da Austrália decidiram não participar da fusão com os metodistas e os presbiterianos para formarem a Igreja Unida na Austrália, em 1977, e formaram a Fraternidade das Igrejas Congregacionais da Austrália.
Em Julho de 1995, algumas congregações da Fraternidade, se opondo à sua postura conservadora e assumindo um posicionamento ecumênico, deixaram a Fraternidade e formaram a Federação Congregacional da Austrália.

## Afiliação
A Federação Congregacional da Austrália é afiliada à Fraternidade Congregacional Internacional. 